# Guus Kuijer
Guus Kuijer (ur. 1 sierpnia 1942 w Amsterdamie) – holenderski pisarz, autor książek dla dzieci.
W latach 1967–1973 był nauczycielem szkoły podstawowej. Otrzymał nagrody literackie: Woutertje Pieterseprijs (za książkę Ik ben Polleke hoor!), Gouden Uil jeugdliteratuurprijs (za powieść Książka wszystkich rzeczy), czterokrotnie Gouden Griffel (za dzieła:  Met de poppen gooien, Krassen in het tafelblad, Voor altijd samen, amen i Książka wszystkich rzeczy), również czterokrotnie Zilveren Griffel (za książki Grote mensen, daar kun je beter soep van koken,  Eend voor eend,  Tin Toeval en de kunst van het verdwalen / Tin Toeval en het geheim van tweebeenseiland i  Met de wind mee naar de zee),  Staatsprijs for kinder- en jeugdliteratuur oraz Nagrodę im. Astrid Lindgren. Jego serie książek o bohaterkach Madelief i Polleke, a także książka Een gat in de grens zostały zekranizowane. 
Mieszka w Amsterdamie.

## Dzieła
- Rose, met vrome wimpers (1971)
- Het dochtertje van de wasvrouw (1973)
- De man met de hamer (1975)
- Een gat in de grens (1975)
- Met de poppen gooien (1975)
- Drie verschrikkelijke dagen (1976)
- Grote mensen, daar kan je beter soep van koken (1976)
- Pappa is een hond (1977)
- Op je kop in de prullenbak (1977)
- Krassen in het tafelblad (1978)
- Hoe Mieke Mom haar maffe moeder vindt (1978)
- Ik woonde in een leunstoel (1979)
- Een hoofd vol macaroni (1979)
- Wimpers (1980)
- Het geminachte kind (1980)
- De tranen knallen uit mijn kop (1980)
- Crisis en kaalhoofdigheid (1983)
- Het grote boek van Madelief (1983)
- Eend voor eend (1983)
- De zwarte stenen (1984)
- Het land van de neushoornvogel (1985)
- De jonge prinsen (1986)
- Tin Toeval en de kunst van het verdwalen (1987)
- Tin Toeval en het geheim van Tweebeens-eiland (1987)
- Izebel van Tyrus (1988)
- Tin Toeval en de kunst van Madelief (1989)
- De redder van Afrika (1989)
- Olle (1990)
- Het vogeltje van Amsterdam (1992)
- Tin Toeval in de onderwereld (1993)
- De grote Tin Toeval (1996)
- De verhalen van Jonathan (1996)
- Voor altijd samen, amen (1999)
- Het is fijn om er te zijn (2000)
- Het geluk komt als de donder (2000)
- Reukorgel (2000)
- Met de wind mee naar zee (2000)
- Ik ben Polleke hoor! (2001)
- Polleke (2003)
- Het boek van alle dingen (2004; wydanie polskie 2012 Książka wszystkich rzeczy)
- Hoe een klein rotgodje God vermoordde (2006)
- Het doden van een mens (2007)
- Hoe word ik gelukkig? (2009)
- Draaikonten en haatblaffers (2009)
- De Bijbel voor ongelovigen. Het Begin  - Genesis (2012)
- De Bijbel voor ongelovigen / 2. De Uittocht en de Intocht - Exodus, Jozua, Rechters (2013)
- De Bijbel voor ongelovigen / 3. Aaul, David, Samuel en Ruth (2014)
- De Bijbel voor ongelovigen / 4. Koning David en de splitsing van het rijk (2015)
- De Bijbel voor ongelovigen / 5. De twee koninkrijken, Job en de profeten (2016)